# Paul Outerbridge
Paul Outerbridge (15 augustus 1896 – 17 oktober 1958) was een Amerikaans fotograaf.

## Biografie
Outerbridge werd geboren in 1896 en studeerde in 1921 als fotograaf. Binnen het jaar verschenen er foto's van hem in Vanity Fair en Vogue. In de jaren '20 werkte hij in Parijs samen met Man Ray, Marcel Duchamp en Berenice Abbott. Eind jaren '20 begon hij te experimenteren met kleurenfotografie. Kleurenfoto's van hem kwamen in het Museum of Modern Art. 
Andere naaktfoto's van hem waren te expliciet voor het museum. Hij publiceerde als een van de eersten fetishfoto's in kleur. Naar aanleiding van een schandaal over zijn erotische fotografie stopte hij met fotograferen in 1943. Hij huwde in 1945 met modeontwerpster Lois Weir en ging bij haar in de zaak werken.
Outerbridge overleed in 1958 op 62-jarige leeftijd.